# Eschynantus

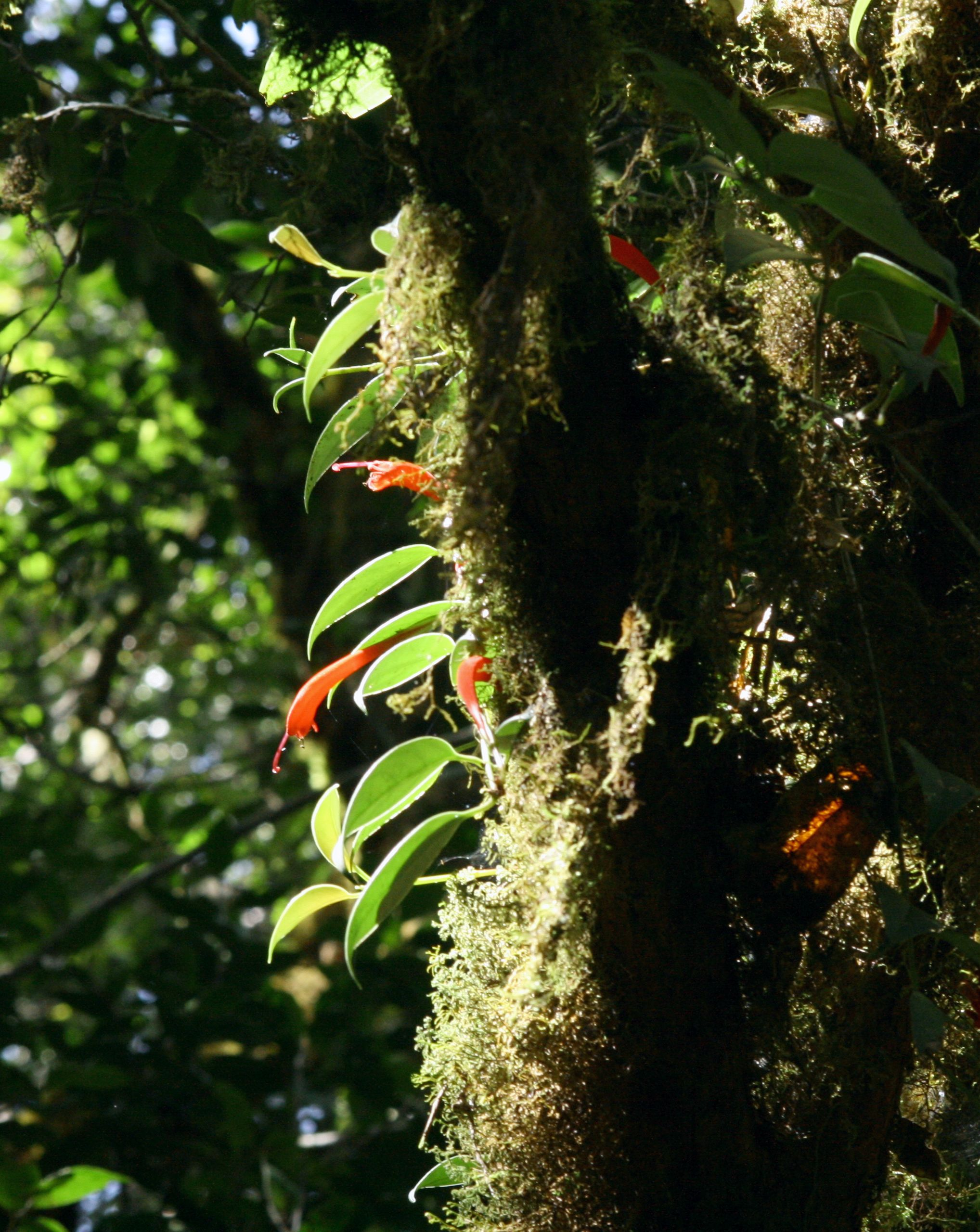
Eschynantus na přirozeném stanovišti na Sumatře

Eschynantus (Aeschynanthus) je rod rostlin z čeledi podpětovité. Zahrnuje asi 140 druhů a je rozšířen od Indie přes jihovýchodní Asii po Tichomoří. Eschynanty jsou epifytní keře a liány se vstřícnými listy a souměrnými, často nápadnými květy s dlouhou korunní trubkou. Pěstují se zejména ve sklenících botanických zahrad.

## Popis
Eschynanty jsou keře nebo liány, rostoucí jako epifyty nebo petrofyty. Stonky jsou větvené nebo nevětvené, často převisavé. Některé druhy mají plazivé lodyhy, v uzlinách kořenující. Listy jsou zpravidla četné, vstřícné nebo řidčeji přeslenité, obvykle tuhé a kožovité, lysé nebo výjimečně chlupaté, na bázi klínovité nebo zaokrouhlené, celokrajné nebo řidčeji nepatrně zubaté. Protistojné listy jsou podobné nebo rozdílné velikosti.
Květenství jsou úžlabní až téměř vrcholové vrcholíky připomínající okolík a složené z 1 až 10 květů. Květy jsou podepřené 2 vstřícnými listeny. Kalich je pravidelný, dělený na 5 mělkých a nezřetelných až hlubokých a obvykle stejně dlouhých laloků. U některých druhů je kalich pestře zbarvený nebo i široce rozestálý (např. Aeschynanthus tricolor). Koruna je dvoustranně souměrná, nejčastěji červená až oranžová, řidčeji žlutá, bílá nebo zelenavá. Uvnitř je lysá, chlupatá, žláznatě chlupatá nebo s kruhem dlouhých chlupů. Korunní trubka je úzce trubkovitá až nálevkovitá, neztloustlá, často prohnutá, mnohem delší než korunní pysky. Horní pysk je dvoulaločný a zpravidla drobnější, spodní trojlaločný. Tyčinky jsou 4 a jsou přirostlé zhruba v polovině nebo nad polovinou ke korunní trubce. Obvykle vyčnívají z květů. Někdy je přítomna jedna sterilní patyčinka. Semeník je čárkovitý, jednokomůrkový, se 2 parietálními placentami. Na vrcholu nese dlouhou čnělku zakončenou hlavatou až smáčkle kulovitou, nedělenou bliznou. Tobolky jsou čárkovité, mnohasemenné, mnohem delší než kalich, pukající podélně 2 nebo 4 rovnými, nestáčejícími se chlopněmi. Semena mají 1 nebo více vlasovitých přívěsků.

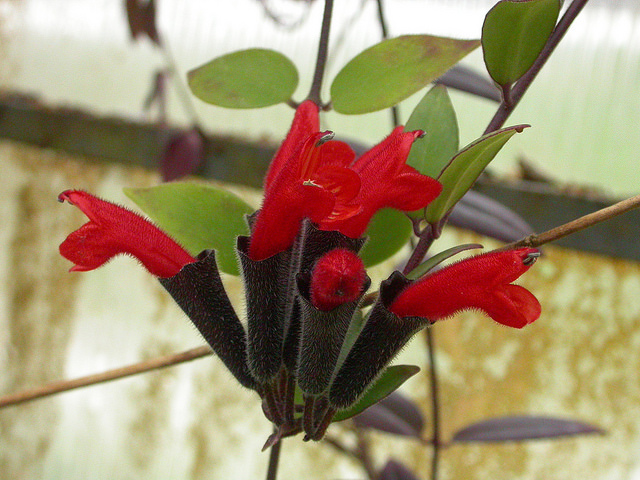
Aeschynanthus pulcher
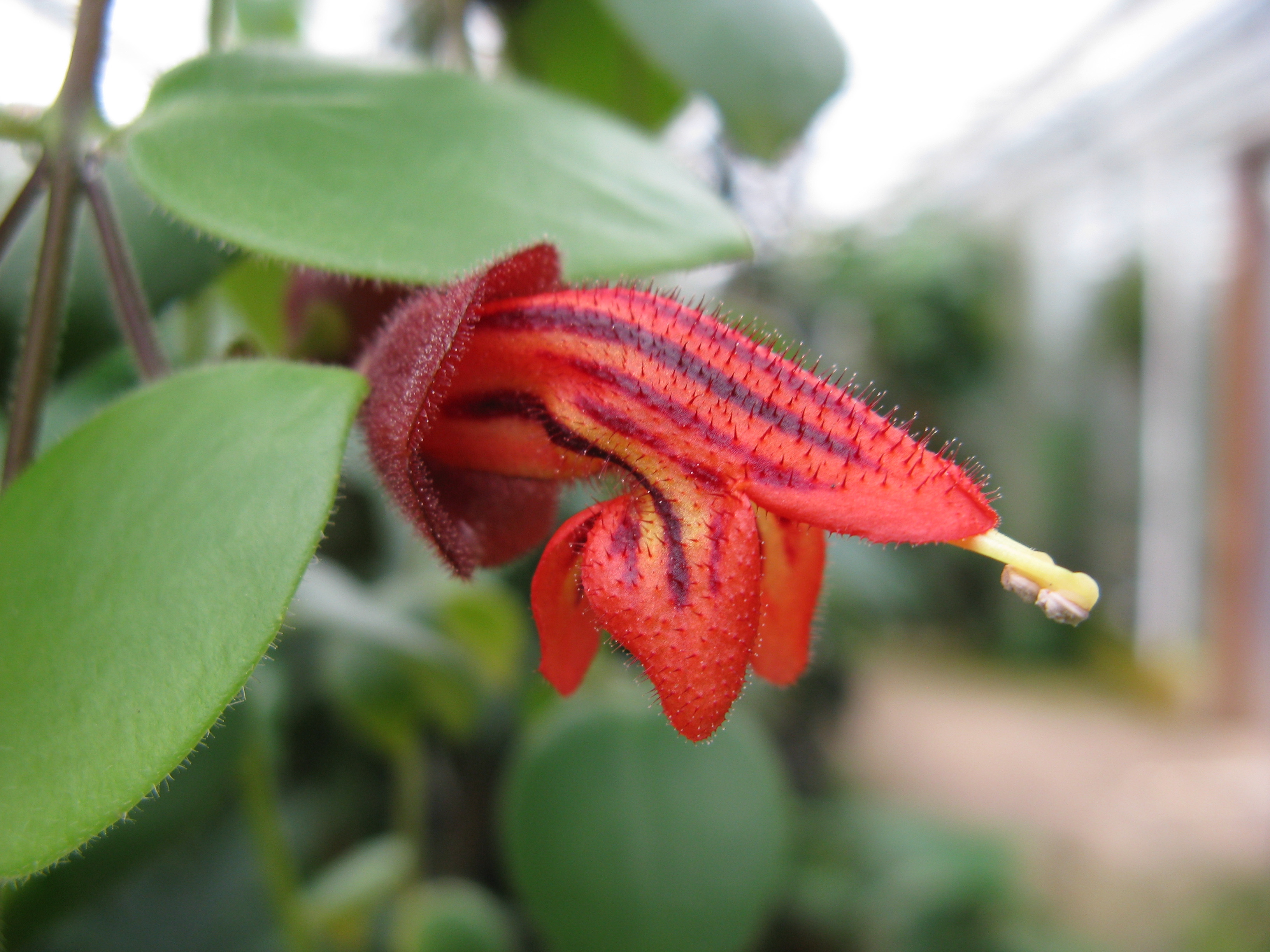
Detail květu Aeschynanthus tricolor
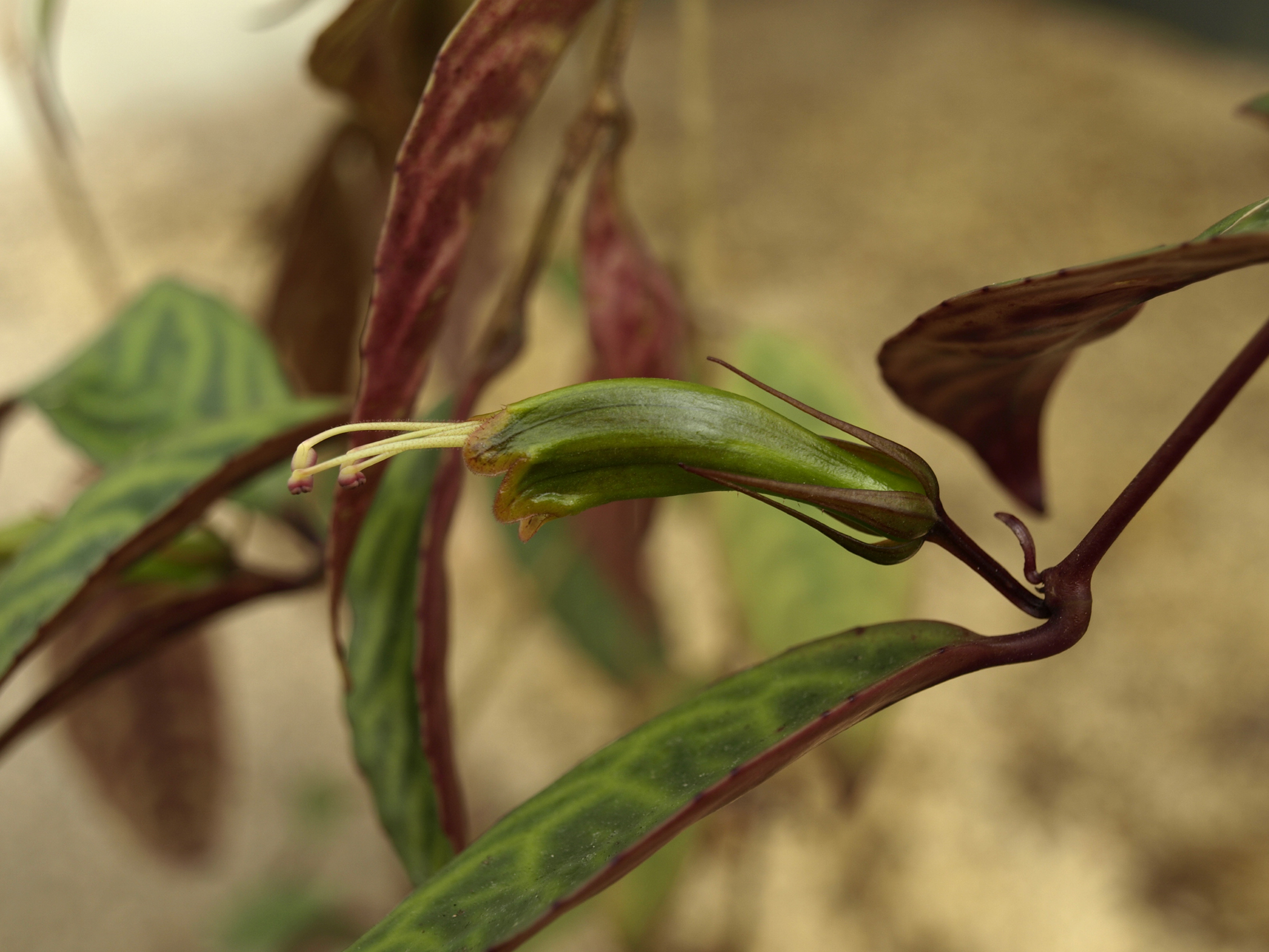
Zelený květ Aeschynanthus longicaulis

## Rozšíření
Rod eschynantus zahrnuje asi 140 druhů. Je rozšířen v Asii od Indie a Srí Lanky přes jižní Čínu a jihovýchodní Asii po Novou Guineu a Šalomounovy ostrovy.
Eschynanty rostou nejčastěji v primárních nebo sekundárních tropických deštných lesích, od úrovně moře až do nadmořské výšky 2500 metrů. Nejčastěji rostou jako epifyty na větvích a kmenech stromů, řidčeji na skalách nebo na březích vodních toků. Osidlují světlá stanoviště, nerostou však na přímém slunečním úpalu.

## Ekologické interakce

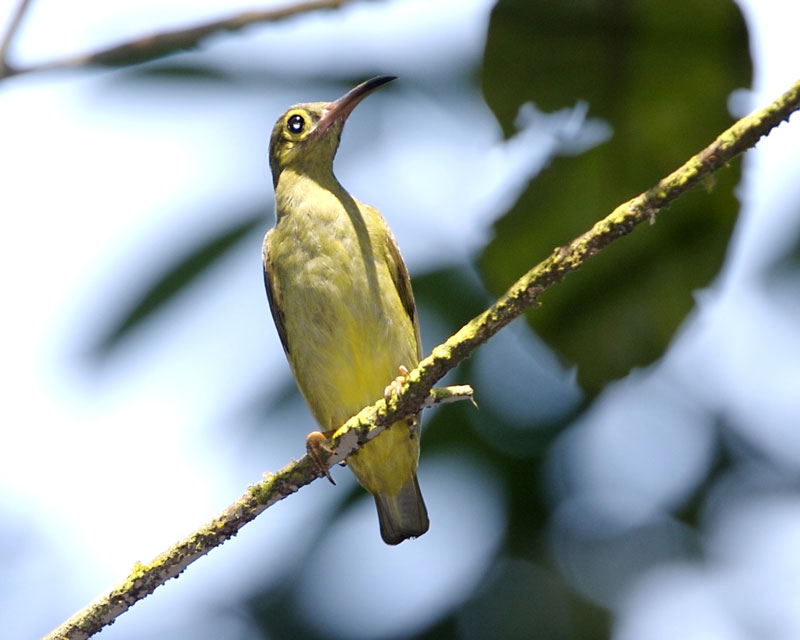
Strdimil rodu Arachnothera

Květy eschynantů produkují mnoho sladkého nektaru a jsou opylovány zejména ptáky. V Malajsii je opylují zejména strdimilové rodu Arachnothera. Na květech byly pozorovány též sýkavky (Chloropsis), které však mají kratší zobáky, květy proklovávají z boku a loupí nektar bez opylovacího procesu.
Semena jsou velmi drobná a opatřená štětinami. Šíří se zejména větrem a za vlhka se snadno přichycují na vhodný podklad.
Květy jsou protandrické, nejprve dozrávají prašníky, po vypadání pylu se výrazně prodlužuje čnělka a dozrává blizna. Tento mechanismus zabraňuje samoopylení. Délka tyčinek a čnělky se tak může v jednotlivých fázích vývoje květu výrazně lišit. Při vývoji květů dozrává kalich mnohem dříve než se otevírá a dozrává koruna. U druhů s trubkovitým kalichem se někdy květy plní vodou a koruna se rozvíjí pod hladinou, což je vykládáno jako možná ochrana před býložravci.
Některé druhy mají juvenilní (mladistvé) stádium, odlišné od dospělého. V tomto juvenilním stavu jsou rostliny zpravidla drobnolisté, chlupaté a plazivé.

## Taxonomie
Rod Aeschynanthus je v rámci čeledi Gesneriaceae řazen do podčeledi Didymocarpoideae. Vůči jiným rodům této čeledi je dobře taxonomicky vymezen. Jedinou výjimkou je monotypický rod Micraeschynanthus, pocházející z Malajsie a známý pouze z jediného sběru v roce 1968. Není doposud jisté, jestli se nejedná o abnormálně vyvinutý exemplář eschynantu.
Rod je rozdělován do sekcí zejména na základě znaků na semenech. Pro zařazení celé řady druhů do příbuzenských skupin je dobrým znakem charakter kalicha, u některých druhů je však dosti variabilní.
První 2 druhy řazené do rodu Aeschynanthus byly popsány Georgem Donem v roce 1822 z Nepálu, a pod jménem Trichosporum grandiflorum a T. parviflorum. O rok později popsal William Jack ze Sumatry druhy Aeschynanthus volubilis a A. radicans. Od té doby pak byla popsána řada dalších druhů, a to pod oběma rodovými názvy. Protože rodové jméno Aeschynanthus bylo zažitější, dostalo později při sloučení obou jmen přednost před dříve publikovaným jménem Trichosporum a bylo zařazeno mezi tzv. nomina conservanda, tedy jména chráněná proti pozdějším změnám.

## Význam
Eschynanty jsou atraktivní rostliny, vesměs však nejsou příliš vhodné pro suché bytové prostředí. Lze se s nimi setkat zejména ve sklenících botanických zahrad. Byla vypěstována řada ozdobných kultivarů s nápadnými korunami nebo i kalichy květů anebo se skvrnitými listy.
Ze sbírek českých botanických zahrad je udávána celá řada druhů.

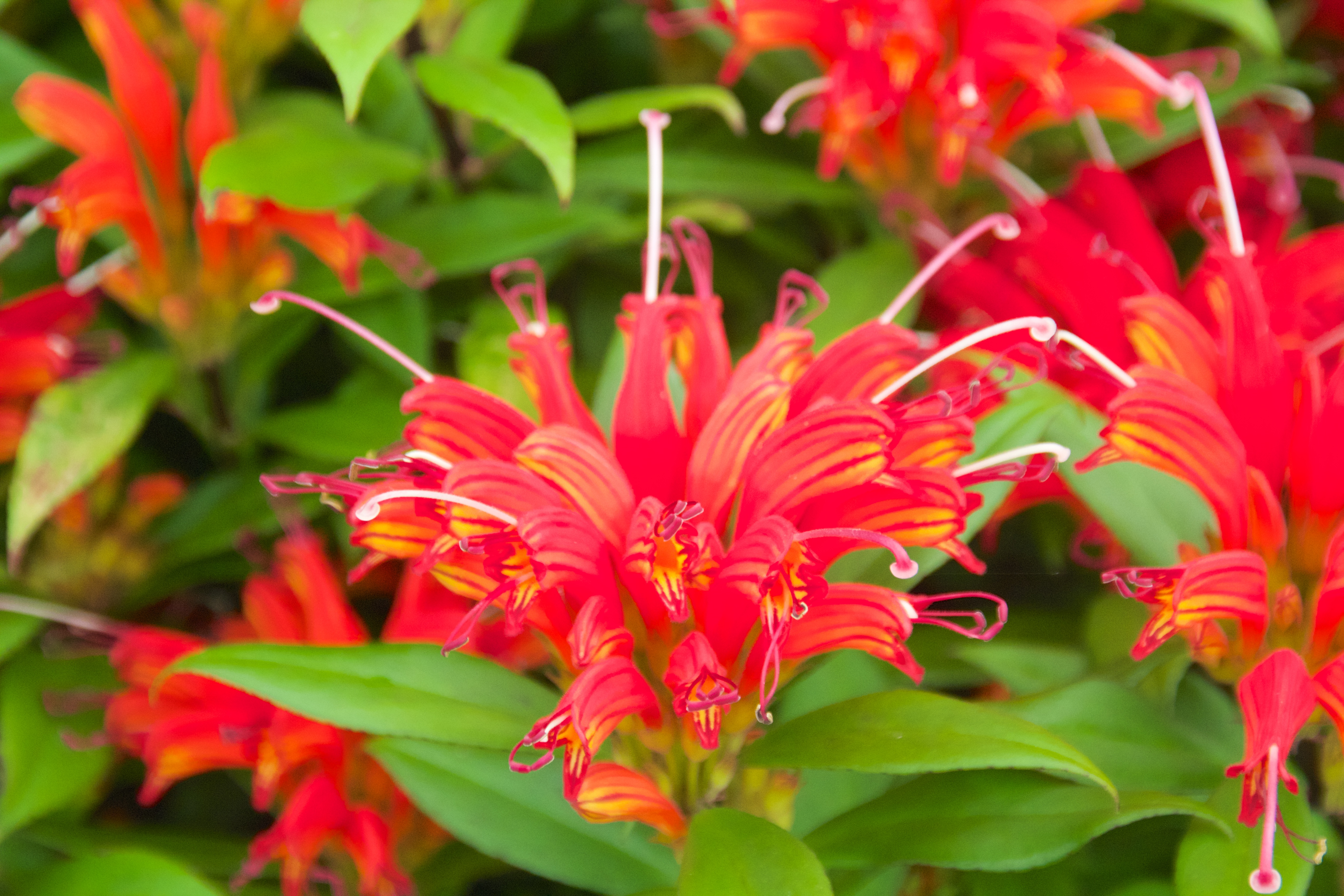
Aeschynanthus 'Hot Flash'
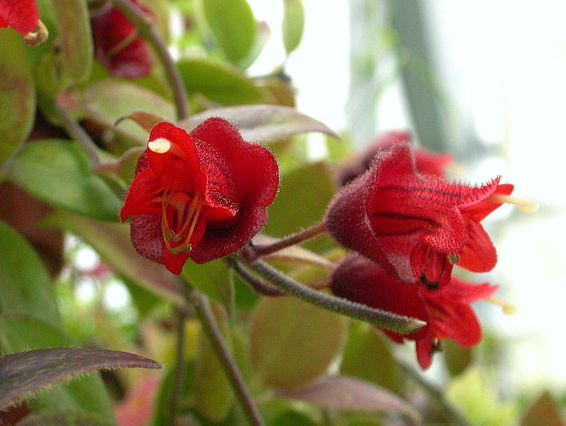
Aeschynanthus 'Crimson Bells'

## Pěstování
Eschynanty vyžadují podobně jako jiné epifyty dostatek světla a dobře propustnou, lehkou, humózní zeminu. Nejlépe se jim daří v závěsných koších na světlém místě (ne na úpalu). Potřebují vyšší vlhkost vzduchu a teploty nad 18 °C. Množí se řízky, které zakoření v perlitu nebo vermikulitu. Pro získání semen je zpravidla zapotřebí ruční opylení. Plody dozrávají dlouhou dobu, až 9 měsíců.